# Ligao
Ligao est une municipalité de la province d'Albay, aux Philippines.
Sa population est de 104 914 habitants au recensement de 2010 sur une superficie de 247 km2, subdivisée en 55 barangays.